# Kläpptjärnen, Medelpad
Kläpptjärnen är en sjö i Ånge kommun i Medelpad och ingår i Ljungans huvudavrinningsområde.